# Liste des préfets du Lot
Liste des préfets du Lot depuis la création de la fonction de préfet en 1800. Le siège de la préfecture est à Cahors.

## Listes de préfets

### ConsulatetPremier Empire
| Période          | Période | Identité                           | Fonction précédente                                                                  | Observation                                           |
| ---------------- | ------- | ---------------------------------- | ------------------------------------------------------------------------------------ | ----------------------------------------------------- |
| 2 mars 1800      | 1813    | Louis Edmée Barthélemy Bailly      | Membre du Conseil des Cinq-Cents                                                     |                                                       |
| 10 décembre 1813 | 1815    | Claude-Auguste Petit de Beauverger | Conseiller général de la Seine Député au Corps législatif Préfet de l'Ems-Occidental | Maintenu à la première Restauration et aux Cent-Jours |

### Première Restauration
| Période          | Période | Identité                           | Fonction précédente                                                                  | Observation                                           |
| ---------------- | ------- | ---------------------------------- | ------------------------------------------------------------------------------------ | ----------------------------------------------------- |
| 10 décembre 1813 | 1815    | Claude-Auguste Petit de Beauverger | Conseiller général de la Seine Député au Corps législatif Préfet de l'Ems-Occidental | Maintenu à la première Restauration et aux Cent-Jours |

### Cent-Jours
| Période          | Période | Identité                           | Fonction précédente                                                                  | Observation                                           |
| ---------------- | ------- | ---------------------------------- | ------------------------------------------------------------------------------------ | ----------------------------------------------------- |
| 10 décembre 1813 | 1815    | Claude-Auguste Petit de Beauverger | Conseiller général de la Seine Député au Corps législatif Préfet de l'Ems-Occidental | Maintenu à la première Restauration et aux Cent-Jours |

### Seconde Restauration
- Albert-Magdelaine-Claude (1772-1857), comte de Lezay-Marnésia, préfet du Lot (1815), de la Somme (1816), député du Lot (1816-1820), du Rhône (1817) et de Loir-et-Cher (1828), membre de la Chambre des pairs (1835), sénateur du Second Empire[1] ;
- Lebègue de Germiny (Comte Henry, Charles de) non installé. Préfet du Lot, 14/après le 23 septembre 1816[2];
- Chamissot de Boncourt (Comte Charles Louis de) le 5 février 1817
- Athanase, comte Conen de Saint-Luc (nommé préfet de Loir-et-Cher) du 9 janvier 1822 au 17 juin 1823
- Saint-Félix de Mauremont (Marquis Armand, Joseph de)
- Baumes (Guillaume, Marc, Antoine Bouquet) (nommé préfet de Lot-et-Garonne) du 3 mars 1828 au 2 avril 1830
- Lantivy de Kervéno (Gabriel, Marie, Jean, Benoît de)du 2 avril 1830 au 19 août 1830

### Monarchie de Juillet
- Prudence-Guillaume de Roujoux, baron de Buxeuil ;
- Jean François Decourt ;
- Raymond-Joseph-Paul, comte de Ségur d'Aguesseau le 1er juillet 1835 ;
- Boby de la Chapelle (Étienne, François, Marie) ;
- Pierre Leroy-Beaulieu (1798-1859) le 4 janvier 1847[3];
- Pierre Lafon, commissaire du gouvernement provisoire ;

### Deuxième République
- Alexandre Arnaud Bost, né 20 messidor an III (8 juillet 1795) à Fumel (Lot-et-Garonne). Mort 17 janvier 1880 à Paris, 7e. Préfet du Lot, nommé le 1er mai 1848, installé le 14 mai 1848 ; remplacé le 16 avril 1849[4];
- Green de Saint-Marsault (Claude, Brandelys) non installé ( nommé le 16 avril 1849) ;
- Vincent (Louis, Charles, Marie, Baron de), préfet du Lot du 24 avril 1849 au 18 septembre 1849[5];
- Dausse (Jean, Louis, Camille), préfet du Lot du  15 septembre 1849 au 20 novembre 1849[6] ;
- Hamel (Comte Victor Auguste du) né à Paris, 10e. Mort à Paris, 7e. Préfet du Lot du 20 novembre 1849 à mai 1852[7] ;
- Pastoureau (Daniel, Théotime, Alexandre, Théodore) le 9 mai 1852.

### Second Empire
- Gavini de Campile (Denis) le 5 juillet 1852, né le 11 octobre 1819 à Bastia (Haute-Corse), mort le 1er mars 1916à Paris, 8e. Préfet du Lot, 3/15 juillet 1852[8];
- Andigné (Charles, Joseph, Comte d') le 26 novembre 1856
- Montois (Alexis, Félix)
- Marquis Paul François Élie Amans Prosper Prosper de Fleury né le 6 avril 1811 à Toulouse (Haute-Garonne), mort 27 novembre 1894 à Paris, 16e. Préfet du Lot, 14 mai/15 juin 1862[9]; ;
- Lespinasse de Pebeyre (Louis, Charles de)
- Limayrac (Pierre, Paulin, Philogène)[10];
- Bordas-Larribe (Alfred)
- Bourgeois de Jessaint (Henri, Fernand) le 23 décembre 1869

### Après le Second Empire
- Esmenard du Mazet (Jean, Camille) administrateur provisoire le 5 septembre 1870
- Flaujac (Fabien de) le 12 septembre 1870
- Beral (Eloi, Bernard)  Éloi Béral le 5 novembre 1870
- Pougny (Marie, Ambroise, Ernest)
- Servois (Gustave, Marie, Joseph)
- Breynat (Jules, Antoine)

### Troisième République
- Gombert (Maxime, Vicomte de) le 27 avril 1875
- Porteu (Armand, Albert, Hyacinthe) le 13 avril 1876
- Moraud de Callac (Alphonse, Clément, Comte de) le 19 mai 1877
- Fresne (Louis, Charles, Henri) le 18 décembre 1877
- Bargeton (Louis, Ernest) le 15 mars 1879
- Graux (Gustave, Constant) le 5 septembre 1881
- Paysant (Louis, Alfred) le 28 novembre 1885
- Beverini-Vico (Dominique, Antoine) le 4 août 1888
- Arnaud (Jean, Louis, Henri) le 24 mai 1889
- Druard (Philippe, Hippolyte, Claude, Félix) le 16 novembre 1895
- Rousset (Jules, Auguste, Laurent) le 13 octobre 1896
- Heli-Devals (Jean, Pierre, Elie) dit, le 16 juillet 1898
- Gelinet (Alexandre, Gabriel) le 3 novembre 1906
- Chapron (Jean, Maurice, André) le 8 décembre 1906
- Lerebourg (Edmond, Marie, Louis) le 24 juillet 1907
- Lambert-Rochet (Albert) le 11 janvier 1909
- Second (Paul, Jules, Emile) le 20 octobre 1911
- Ceccaldi (François, Marie, Jacques, Dominique) le 28 octobre 1912
- Bonhoure (Clément, Benjamin) le 16 mars 1915
- Grillon (Jean, Charles, Paul) le 22 janvier 1919
- Brisard (Edouard, Louis, Eugène) le 16 février 1921
- Castanet (Auguste, Antoine, Paul) le 2 août 1924
- Bert (Paul, Gaston, Jean-Baptiste, Victor) le 19 février 1929
- Jacquier (Marcel, Joseph, Hippolyte) le 13 octobre 1932
- Brunette (Dieudonné, Georges) le 22 mai 1937 (non installé)
- Cabouat (Jean-Michel, Adrien) le 22 mai 1937

### État français
- Bezagu Maurice du 5 février 1940 au 14 novembre 1941
- Loïc Petit Antoine du 14 novembre 1941 au 19 février 1944
- Empaytaz Frédéric du 19 février 1944 au 17 août 1944

### Résistance
- Dumas Robert du 17 août 1944 au 4 janvier 1946 (dit le "préfet des bois" en liaison avec son action dans la Résistance)

### IVeRépublique
- Stirn (Alexandre, Armand, Adolphe)
- Justin (Maurice, Joseph)
- Lahillonne (Georges)
- Lapeyrie (Gabriel, Marie, Jules, Charles)
- Brottes (Georges, Louis, Edouard)
- Massol (Claude)

### Cinquième République
| Période           | Période           | Identité                      | Fonction précédente                                                                                          | Observation                                                                                                  |
| ----------------- | ----------------- | ----------------------------- | --- | --- |
| 15 octobre 1958   |                   | Frantz Gaignerot              | | |
|                   |                   | Charles Rickard               | | |
| 12 juillet 1967   | novembre 1971     | Paul Masson                   | Directeur général du bureau pour le développement de la production agricole                                  | Directeur de Cabinet civil et militaire du ministre de la défense nationale, Michel Debré                    |
|                   |                   | Michel Denieul                | | |
|                   | 30 septembre 1975 | Gilbert Masson                | | Nommé préfet hors cadre                                                                                      |
| 30 septembre 1975 |                   | Maurice Theys                 | Secretaire general de la préfecture de la Cote d'Or                                                          | |
| 27 avril 1978     | 16 juillet 1981   | Paul Bréchignac               | Sous-prefet hors classe                                                                                      | |
| 16 juillet 1981   |                   | Henri Rouanet                 | Préfet hors cadre                                                                                            | |
| 22 juin 1982      | 6 août 1985       | Jean Thieblemont              | | Nommé préfet hors cadre                                                                                      |
| 6 août 1985       |                   | Michel Besse                  | | |
| 28 janvier 1987   | 8 février 1989    | François Leblond              | Préfet délégué pour la police, auprès des préfets de Haute-Corse et de Corse-du-Sud                          | Nommé préfet du Vaucluse                                                                                     |
| 8 février 1989    | 23 avril 1992     | Jean-Yves Audouin             | | Nommé préfet de la Vendée                                                                                    |
| 11 mai 1992       | 30 novembre 1995  | Claude Langevin               | Sous-préfet de Grasse                                                                                        | Nommé préfet hors cadre                                                                                      |
| 30 novembre 1995  | 15 juillet 1998   | Georges Lefèvre               | Secrétaire général de la préfecture du Nord                                                                  | Nommé préfet hors cadre                                                                                      |
| 15 juillet 1998   | 29 novembre 1999  | Michel Sappin                 | Préfet délégué pour la sécurité et la défense auprès du préfet de la région Provence-Alpes-Côte d'Azur       | Directeur de la défense et de la sécurité civiles, haut fonctionnaire de défense au ministère de l'intérieur |
| 6 janvier 2000    | 28 mars 2001      | Pierre Guinot-Deléry          | Préfet délégué pour la sécurité et la défense auprès du préfet de la région Rhône-Alpes                      | Nommé préfet hors cadre                                                                                      |
| 14 mai 2001       | 9 janvier 2004    | Chantal Jourdan               | | Nommé préfète de l'Aveyron                                                                                   |
| 9 janvier 2004    | 1er février 2007  | Georges Geoffret              | Administrateur civil hors classe                                                                             | Nommé préfet de l'Aveyron                                                                                    |
| 26 février 2007   | 11 juin 2009      | Marcelle Pierrot              | | Nommé préfète du Tarn                                                                                        |
| 11 juin 2009      | 3 juin 2011       | Jean-Luc Marx                 | Préfet délégué pour la sécurité et la défense auprès du préfet de la région Provence-Alpes-Côte d'Azur       | Nommé préfet de l'Allier                                                                                     |
| 3 juin 2011       | 18 avril 2013     | Bernard Gonzalez              | Directeur des ressources humaines à l'administration centrale du ministère de l'intérieur                    | Nommé préfet de l'Ardèche                                                                                    |
| 18 avril 2013     | 19 février 2015   | Jean-Pierre Cazenave-Lacrouts | Préfet délégué pour la sécurité et la défense auprès du préfet de la région Rhône-Alpes                      | Nommé préfet des Vosges                                                                                      |
| 19 février 2015   | 4 septembre 2017  | Catherine Ferrier             | Inspectrice générale de l'administration                                                                     | Nommée préfète du Cher                                                                                       |
| 4 septembre 2017  | 15 janvier 2020   | Jérôme Filippini              | Conseiller maître à la Cour des comptes                                                                      | Nommé préfet de l'Eure                                                                                       |
| 15 janvier 2020   | 23 août 2022      | Michel Prosic                 | Inspecteur et conseiller de la création, des enseignements artistiques et de l'action culturelle hors classe | Nommé préfet de la Haute-Corse                                                                               |
| 23 août 2022      | 20 août 2023      | Mireille Larrède (d)          | Secrétaire générale de la préfecture du Val-de-Marne                                                         | |
| 21 août 2023      |                   | Claire Raulin                 | | |